# Леонардо Б'яджіні
Леонардо Б'яджіні (ісп. Leonardo Biagini, нар. 13 квітня 1977, Арройо-Секо) — аргентинський футболіст, що грав на позиції нападника.
У 18 років Б'яджіні переїхав в Іспанію, де провів більшу частину своєї кар'єри — там він змінив 6 іспанських клубів. За них, в цілому, відіграв 244 матчі і забив 43 голи та ставав чемпіоном Іспанії, дворазовим володарем Кубка Іспанії та переможцем Суперкубка Іспанії. У складі молодіжної збірної Аргентини став чемпіоном світу та Південної Америки у 1995 році.

## Клубна кар'єра
У дорослому футболі дебютував 1993 року виступами за «Ньюеллс Олд Бойз», в якому провів два сезони, взявши участь у 33 матчах чемпіонату.
Своєю грою за цю команду привернув увагу представників тренерського штабу клубу «Атлетіко», до складу якого приєднався 1995 року. Відіграв за мадридський клуб наступні два сезони своєї ігрової кар'єри і допоміг команді 1996 року виграти «золотий дубль», завоювавши Ла Лігу та Кубок Іспані.
У 1997 році аргентинець перейшов у «Мериду», проте там провів всього сезон, за результатами якого покинула Прімеру, після чого аргентинець перейшов у «Мальорка», за яку провів 68 матчів в п'яти сезонах чемпіонату. У 1998 році він виграв з клубом Суперкубок Іспанії, наступного року став з командою фіналістом Кубка володарів кубків, а 2003 року здобув національний кубок, другий у своїй кар'єрі. Між цими здобутками у першій половині 2002 року Леонардо грав на правах оренди за англійський «Портсмут» у другому за рівнем дивізіоні країни.
З 2003 року виступав у другому іспанському дивізіоні за клуби «Райо Вальєкано», «Спортінг» (Хіхон) та «Альбасете», а завершив професійну ігрову кар'єру на батьківщині у клубі «Арсенал» (Саранді), за який виступав протягом 2007—2008 років і вигравши Південноамериканський кубок у 2007 році.

## Виступи за збірну
1995 року у складі молодіжної збірної Аргентини поїхав на молодіжний чемпіонат Південної Америки в Болівії, де з 4 голами став найкращим бомбардиром турніру і допоміг свої команді здобути срібні нагороди. Цей результат дозволив команді разом з Б'яджіні поїхати і на молодіжний чемпіонат світу 1995 року в Катарі, де нападник забив перші вирішальні голи у півфінальному матчі проти Іспанії (3:0) та фіналі проти Бразилії (2:0) і став з командою чемпіоном світу.

## Титули і досягнення
- Чемпіон Іспанії (1):

«Атлетіко Мадрид»: 1995–96
- Володар Кубка Іспанії (2):

«Атлетіко Мадрид»: 1995–96
«Мальорка»: 2002–2003
- Володар Суперкубка Іспанії (1):

«Мальорка»: 1998
- Володар Південноамериканського кубка (1):

«Арсенал» (Саранді): 2007
- Чемпіон світу (U-20): 1995